# Tragedia di Albenga
La catastrofe dell'Annamaria o tragedia di Albenga fu un incidente marittimo avvenuto il 16 luglio 1947 in provincia di Savona che portò al naufragio della motobarca Annamaria con a bordo numerosi bambini.

## L'incidente
La motobarca Annamaria trasportava 84 bambini, tutti maschi tra i 4 e i 13 anni, in prevalenza milanesi orfani di guerra, ospiti della colonia della "Solidarietà Nazionale" di Loano, oltre ai relativi accompagnatori e ad altri passeggeri. La nave era diretta in gita all'isola Gallinara.

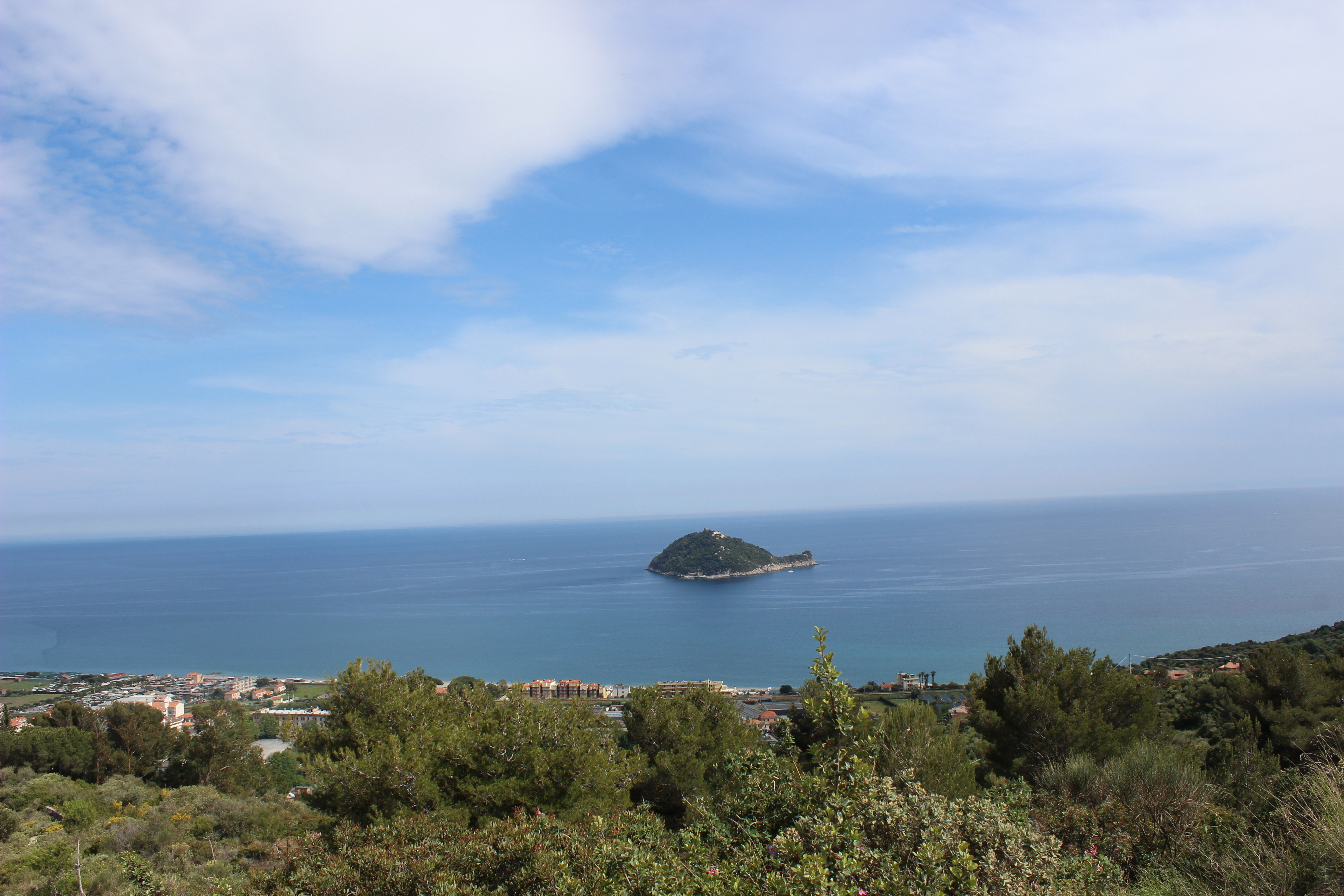
L'isola Gallinara vista dalle colline di Albenga.

Verso le 18 l'Annamaria naufraga a circa cento metri dalla riva dopo aver urtato un palo che sosteneva lo scarico delle fogne cittadine, che sporgeva a pelo dell'acqua. L'Annamaria era già passata la mattina per portare sulla stessa rotta un gruppo di bambine sempre in colonia estiva a Loano. Sul bagnasciuga si trovavano alcuni adolescenti, tra questi due ragazzi quattordicenni, Giorgio Gandolfo e Ettore Bronda e due di 17 anni, Luigi Carbone e Domenico Enrico. Videro la barca carica di bambini passare davanti a loro e improvvisamente subire un sobbalzo, impennarsi e ricadere su se stessa. Dopo aver colpito il palo, quasi subito alcuni bimbi iniziarono a gettarsi a mare, ma il peso eccessivo dei passeggeri la fece affondare rapidamente. I giovani della riva si tuffarono in acqua per cercare di aiutare i naufraghi, mentre il rumore delle grida fece rapidamente giungere altre persone nelle vicinanze. Alcuni riuscirono a recuperare dei bambini e portarli a riva, dove altre persone prestarono i primi soccorsi, uno alla volta, dalla barca che era a 100 metri da riva. Alcuni bambini furono portati a galla per cercare di farli respirare. Alle sette di sera ormai era tutto finito.
Morirono per annegamento 43 bambini (un altro morirà in ospedale), tre donne e una delle loro figlie. Il relitto si trovava a cento metri dalla riva ad una profondità di quattro metri e presentava uno squarcio di quaranta centimetri per cinquanta.

## L'inchiesta
Le inchieste non riusciranno mai ad accertare le responsabilità della tragedia.

## Esequie funebri
I funerali, celebrati dall'arcivescovo di Milano Cardinale Alfredo Ildefonso Schuster, si svolsero in Duomo, alla presenza dell'allora Sindaco di Milano Antonio Greppi, di tutto il Consiglio comunale e di una folla silenziosa e commossa.
I nomi di tutti coloro che persero la vita sono oggi scolpiti nel monumento funebre eretto nel Cimitero maggiore di Milano, opera dello scultore Giacomo Manzù, un bassorilievo in bronzo che raffigura Gesù circondato dai bimbi, con la frase del Vangelo di Matteo: «Lasciate che i bambini  vengano a me, perché di questi  è il regno dei cieli».
Dino Buzzati, inviato sul luogo della tragedia, scrisse:
(Dino Buzzati, Sono arrivate le mamme dei 43 fratellini della morte, Corriere d'Informazione, 17 luglio 1947)

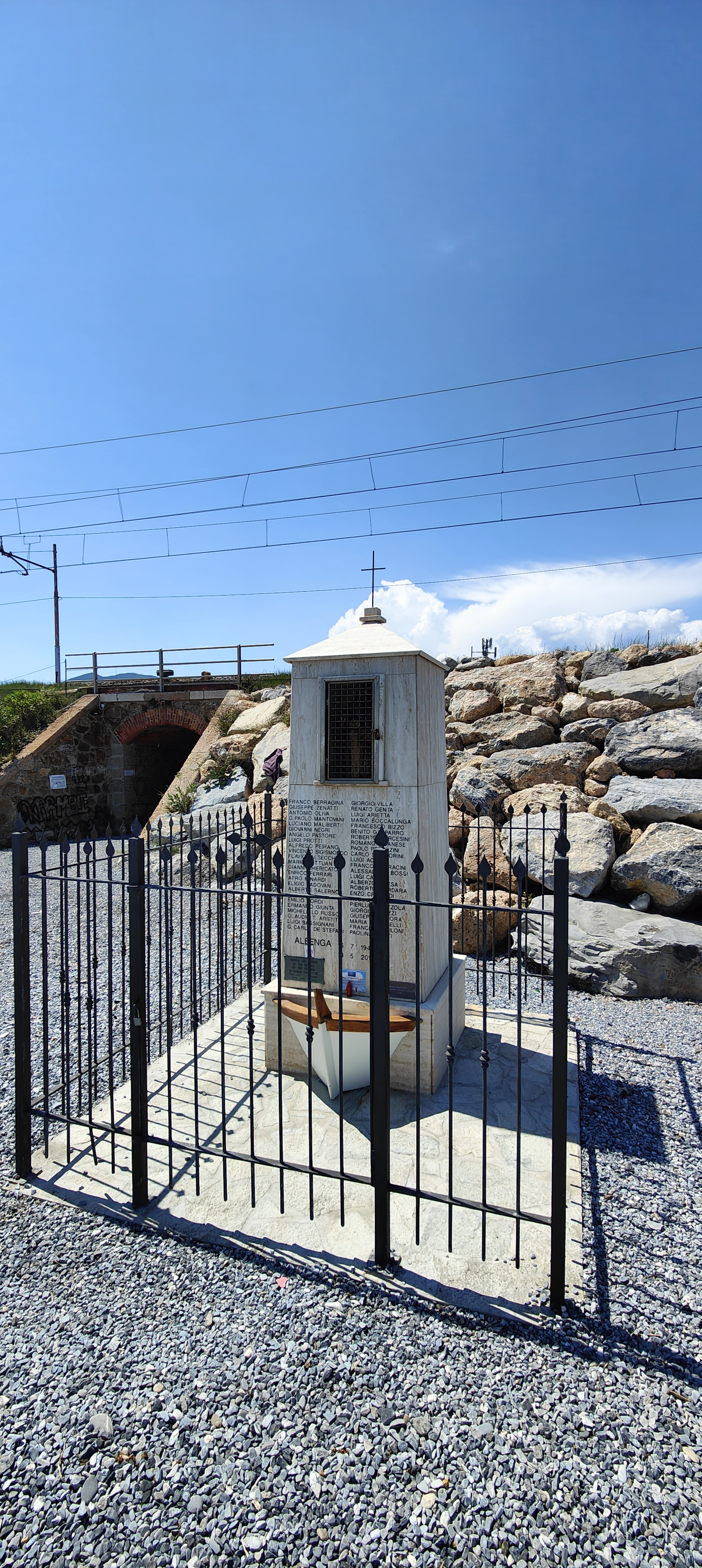
La lapide commemorativa inaugurata dal Comune di Albenga nel maggio 2012 con i nomi delle vittime del tragico naufragio

A perenne ricordo della sciagura è stato eretto nel maggio 2012 un monumento sul luogo dove furono raccolti i corpi.

## Nella cultura di massa
Alla tragedia si ispirò Giovanni Testori nella scrittura del dramma Le Lombarde (1950) e Grégory Panaccione nella scrittura del fumetto Un été sans maman (2019).